# Pterocallis rhombifoliae
Pterocallis rhombifoliae är en insektsart som först beskrevs av Granovsky 1928.  Pterocallis rhombifoliae ingår i släktet Pterocallis och familjen långrörsbladlöss. Inga underarter finns listade i Catalogue of Life.